# Henriette-Louise de Bourbon-Condé
Henriette-Louise de Bourbon-Condé, née le 14 janvier 1703 et morte le 19 septembre 1772), dite « Mademoiselle de Vermandois », fut abbesse de Beaumont-lès-Tours en novembre 1733.

## Biographie
Elle était le septième des neuf enfants de Louis III de Bourbon-Condé et de Louise Françoise de Bourbon (1673-1743), dite « Mademoiselle de Nantes », elle-même fille naturelle de Louis XIV et de Madame de Montespan.
Elle fut pressentie pour épouser son cousin le roi Louis XV. En effet, son frère le duc Louis IV Henri de Bourbon-Condé souhaitait conserver son influence auprès du jeune roi et pensait que devenir le beau-frère du monarque en était le meilleur moyen. A ce titre, Henriette fut visitée par la marquise de Prie, maîtresse toute puissante de son frère, mais elle refusa fièrement d'être le jouet de la politique de ce dernier.
Bien plus tard lui fut confiée l'éducation de sa petite-nièce Louise-Adélaïde de Bourbon-Condé.
En 1734, la mense abbatiale de Saint-Éloi de Noyon fut mise en économat. Le 13 août suivant, Madame Henriette-Gabrielle de Bourbon l'obtint pour huit ans seulement.

## Titulature
- 15 janvier 1703 - 1733 : Son Altesse Sérénissime mademoiselle de Vermandois, princesse du sang de France
- 1733 - 19 septembre 1772 : Son Altesse Sérénissime madame de Bourbon, abbesse de Beaumont-lès-Tours